# Nok Air
Nok Air (in thailandese นกแอร์) è una compagnia aerea thailandese low-cost, con sede all'aeroporto Internazionale Don Mueang di Bangkok. Fondata nel 2004 dalla società Sky Asia Co. Ltd, Nok Air opera più di 30 voli nazionali in partenza da Bangkok, Chiang Mai e Phuket per la Thailandia.
"Nok" significa "uccello" in thailandese, e le parti esterne degli aerei sono dipinte per ricordare dei variopinti uccelli, in particolare la parte anteriore rappresenta il becco di un uccello.

## Storia
L'azienda fu fondata nel febbraio 2004 con il nome Sky Asia e subito dopo prese il nome Nok Air; i primi voli ebbero luogo il 23 luglio 2004. Nel marzo 2007 la compagnia aveva un personale di 130 persone, che divennero circa 1 400 nel 2014. Il primo volo internazionale della Nok Air fu sulla tratta Bangkok-Bangalore il 31 maggio 2007, il servizio prevedeva voli giornalieri ma fu sospeso quello stesso anno.
Uno degli azionisti di minoranza della Nok Air è Thai Airways, che per avere maggiore influenza sulle scelte aziendali cercò invano di assicurarsi le quote di altri azionisti, che le avrebbero permesso di passare dal 39 al 49% della proprietà. Declinò quindi progressivamente l'interesse per la Nok Air di Thai Airways, la cui quota passò nel maggio 2017 al 21,57% e nel luglio 2020 al 13,28%.
Nok Air fu nel 2013 il cliente di lancio del Bombardier Q400 NextGen, versione aggiornata, più moderna ed efficiente dell'aereo canadese. Alla fine di quell'anno fu annunciata la joint venture di Nok Air con Scoot Airlines (low-cost consociata a Singapore Airlines) per formare NokScoot, a sua volta una linea low-cost regionale con hub all'aeroporto Don Mueang. NokScoot iniziò le operazioni nel 2014 e fu chiusa nel maggio 2020 a seguito delle misure prese per fronteggiare la pandemia di COVID-19. Il virus causò gravi problemi anche alla Nok Air, alla quale il tribunale dei fallimenti concesse nel novembre 2020 di continuare le operazioni e ingiunse di preparare un piano di risanamento.
Nel febbraio 2016 la compagnia dovette affrontare gravi problemi interni; il gran numero di voli era sproporzionato per il numero di piloti di cui disponeva, che erano costretti a turni di lavoro fuori dallo standard. 10 piloti entrarono in sciopero e 17 rassegnarono le dimissioni, costringendo la Nok Air a cancellare numerosi voli e a riconoscere che il personale di volo non era sufficiente per coprire i turni necessari. Il problema si aggravò in quello stesso periodo quando la Thailandia dovette togliere la licenza ad altri piloti thailandesi le cui capacità non rispondevano ai criteri dell'Agenzia dell'Unione europea per la sicurezza aerea, dopo che nel dicembre 2015 le autorità internazionali avevano retrocesso il livello di sicurezza dell'aviazione thailandese. La situazione si normalizzò con l'assunzione di nuovi piloti stranieri dopo due settimane di gravi disagi che coinvolsero migliaia di viaggiatori.

## Flotta

### Flotta attuale

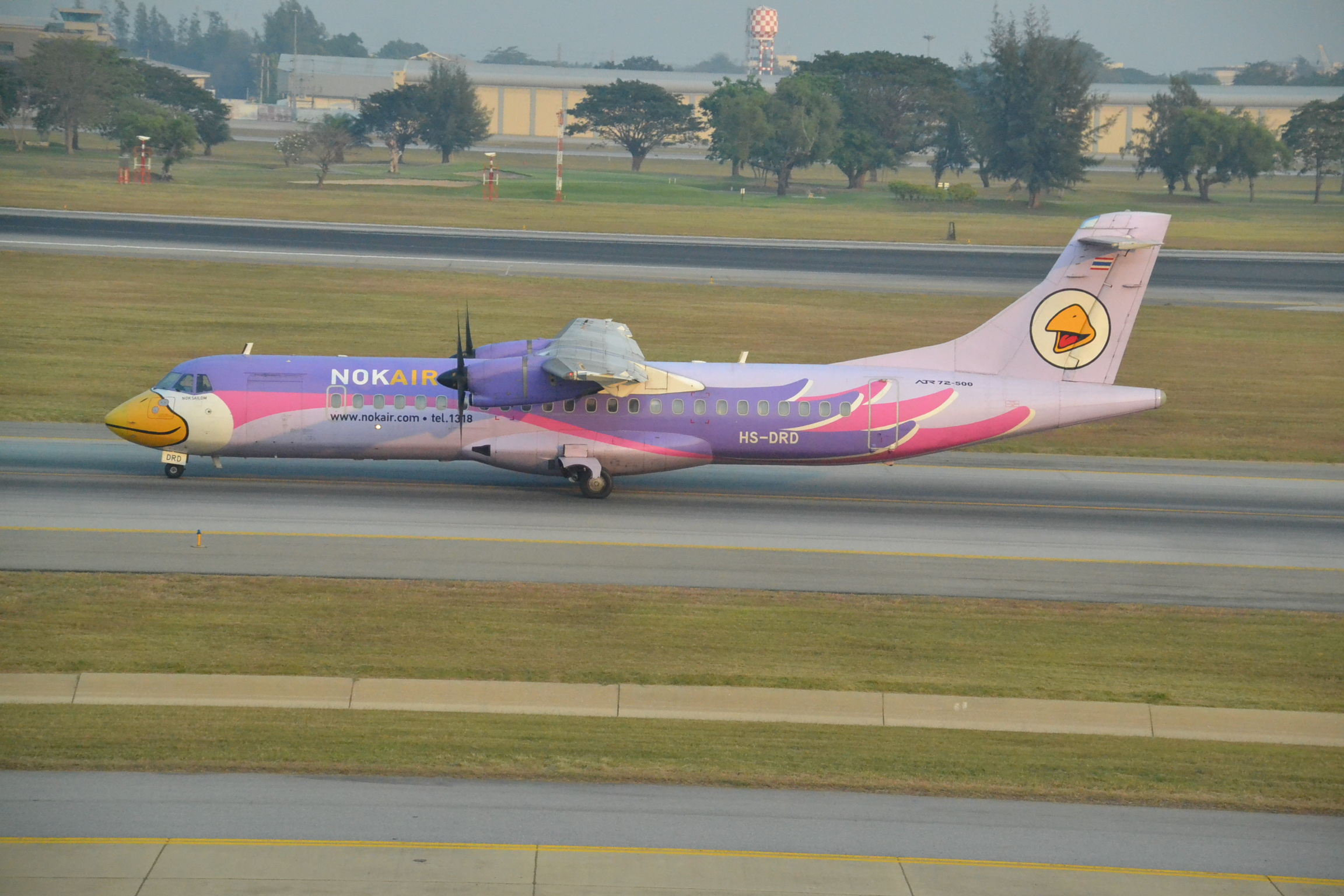
Un ATR 72-500 nel 2016.

A settembre 2024 la flotta di Nok Air è così composta:

### Flotta storica
Nok Air operava in precedenza con i seguenti aeromobili: